# Hálfdanr Háleggr Haraldsson
Hálfdanr Haraldsson, detto Háleggr (in norvegese: Halvdan Hålegg Haraldsson; dopo l'872 – North Ronaldsay, 890 circa), jarl delle Orcadi.

## Biografia
Hálfdanr Haraldsson detto "Gambelunghe" (Háleggr) o "Piedilunghi" (Háfœta) fu il secondo di figlio di re Harald I Bellachioma e Snæfrídr, figlia di Svási il Finnico. Nacque certamente dopo l'872, anno della battaglia di Hafrsfjord, sebbene la data e il luogo siano ignoti. Trascorse la giovinezza insieme ai fratelli nella casa del padre adottivo Þjóðólfr di Hvinir, a Kvinesdal, nell'Agder.
In seguito alla morte della madre, di cui re Harald era follemente innamorato, fu allontanato insieme ai fratelli Sigurðr, Guðrøðr e Rögnvaldr. Il sovrano riteneva infatti che la donna lo avesse ammaliato con le arti magiche distogliendolo dal governo del regno. La situazione migliorò grazie all'intermediazione del loro padre adottivo, Þjóðólfr di Hvinir, che lo convinse a riappacificarsi con i figli affermando che le colpe della madre non sarebbero dovute ricadere su di loro. In ogni caso Harald volle che Hálfdanr stabilisse la propria dimora nel Ringerike insieme al fratello Sigurðr. Una volta cresciuto divenne un valoroso guerriero così come tutti i suoi fratelli.
Verso l'890 buona parte dei figli di Harald erano ormai diventati adulti ed iniziarono a scontrarsi con gli jarl. Ritenevano infatti ingiusto che loro padre non gli avesse conferito alcun potere politico malgrado il loro rango fosse superiore a quello degli jarl. Fu così che nella primavera dell'892 Hálfdanr e il fratello Guðrøðr, raccolta una grande compagnia di soldati, circondarono di soppiatto la dimora di Ragnvald Eysteinsson, jarl di Møre e Romsdal e le diedero fuoco, bruciando tutti i sessanta uomini che si trovavano all'interno. Dopo aver compiuto quest'atto Hálfdanr fuggì con tre langskip verso le Orcadi mentre Guðrøðr si installò quale nuovo signore di Møre. Quando Harald venne a sapere della morte di Rögnvaldr, suo amico intimo e padre della moglie Gyða, montò su tutte le furie e radunato un esercito mosse contro Guðrøðr che fu subito costretto ad arrendersi e ad andare in esilio nell'Agder. Il Møre fu affidato a Þórir il Silenzioso, figlio di Rögnvaldr.
Raggiunte le Orcadi, Hálfdanr colse di sorpresa Einarr detto Torf, jarl delle isole e figlio di Rögnvaldr, che fu costretto a fuggire nel Caithness. Nell'autunno dello stesso anno però Einarr contrattaccò e sconfisse Hálfdanr in una breve battaglia svoltasi al crepuscolo, disperdendo i nemici. Lo jarl passò la notte sulle spiagge di Rínansey e la mattina successiva diede la caccia ai fuggitivi setacciando in lungo e in largo la piccola isola finché non li uccise tutti. Alla fine fu catturato anche Hálfdanr e per vendicarsi della morte del padre, Einarr lo sottopose alla terribile aquila di sangue. 
In seguito re Harald mosse con una grande flotta verso le Orcadi ed Einarr si rifugiò nel Caithness. I due infine si incontrarono di persona, lo jarl fece atto di sottomissione al re e si raggiunse un accordo: Einarr avrebbe continuato a governare le Orcadi in cambio del pagamento di un guidrigildo di sessanta marchi d'oro.

Le Isole Orcadi, che Hálfdanr sottrasse per qualche tempo allo jarl Einarr; North Ronaldsay è la piccola isola nell'angolo in alto a destra